# 泉原雅人
泉原 雅人 (いずみはら まさと、1961年1月8日 - ) は、日本の実業家。UBE取締役会長。山口県出身。

## 人物
1979年 - 山口県立下関西高等学校卒業
1983年 - 東京大学法学部を卒業後、宇部興産（現・UBE）に入社。
2003年 - 経営管理室 IR広報部長
2006年 - 企画部長
2010年 - 執行役員CFO
2011年 - 取締役
2013年 - 常務執行役員
2016年 - 化学カンパニープレジデント
2018年 - 取締役 専務執行役員
2019年 - 代表取締役社長 兼 社長執行役員CEO。
2022年 - UBE代表取締役社長 兼 社長執行役員CEO。UBE三菱セメントの取締役（非常勤）を兼任。
2025年 - UBE取締役会長